# 三高村
三高村（みたかむら）は、広島県佐伯郡にあった村。現在の江田島市の一部にあたる。

## 地理
- 海洋：広島湾
- 島嶼：西能美島[1]

## 歴史
- 1889年（明治22年）4月1日、町村制の施行により、佐伯郡三吉村、高祖村が合併して村制施行し、三高村が発足[1][2]。
- 1956年（昭和31年）9月30日、佐伯郡沖村と合併し、町制施行し沖美町を新設して廃止された[1][2]。

### 地名の由来
合併両村の頭文字を組み合わせたもの。

## 産業
- 漁業、果樹、煉瓦[1]。

## 交通

### 港湾
- 三高港[1]

## 教育

### 小学校
- 1911年（明治44年）三吉尋常小学校と高祖尋常小学校が合併し三高尋常小学校（現: 江田島市立三高小学校）となる[1]。